# 국제노동자협회 (1922년)
국제노동자협회(International Workers' Association)는 아나코-생디칼리즘 노동 조합의 국제적 연맹체이다.